# Ingvild Stensland
Ingvild Stensland (Farsund, 3 agosto 1981) è un'ex calciatrice norvegese, di ruolo centrocampista.

## Carriera

### Club
Nata a Farsund, nella Norvegia meridionale, inizia a giocare a calcio a 6 anni, nelle giovanili del Lyngdal, dove rimane fino al 1998.
A 17 anni passa al Donn, dove rimane una stagione, giocando una gara in Coppa di Norvegia, il 27 maggio 1999, sul campo del Larvik, partendo titolare e venendo sconfitta per 7-0.
Nel 2000 va a giocare all'Athene Moss, debuttando in Toppserien il 2 maggio 2000, nella sconfitta per 2-1 in casa contro l'Arna-Bjørnar, nella quale gioca titolare. Segna il primo gol il 19 agosto, sempre in campionato, realizzando il momentaneo 3-1 nella vittoria casalinga per 4-2 sul Grand Bodø. Chiude dopo 2 stagioni con 35 presenze e 3 reti, arrivando prima al 5º posto e poi al 10º, con conseguente retrocessione.
A 21 anni passa al Kolbotn, esordendo da titolare il 20 aprile 2002 nel successo per 2-0 sul campo del Klepp in campionato. Il 25 maggio segna la prima rete, portando in vantaggio al 22' la sua squadra, vittoriosa per 4-1 in casa contro l'Asker in Toppserien. Nelle 5 stagioni in biancoblu gioca 102 volte, segnando 12 gol, vincendo il torneo nel 2002, 2005 e 2006. Con il Kolbotn debutta anche in UEFA Women's Cup il 21 agosto 2003 in un successo per 15-2 nella fase a gruppi della competizione contro le Polacche dell'AZS Breslavia.
Nel 2007 si trasferisce in Svezia, al Kopparbergs/Göteborg, dove gioca 38 volte, con 4 gol, fino al 2009, ottenendo due 4º e un 6º posto.
A inizio 2009 passa in Francia, all'Olympique Lione, dove, giocando 20 volte e segnando 3 reti, vince il campionato nel 2009, 2010 e 2011 e la Champions League nel 2011.
A fine stagione ritorna al Kopparbergs/Göteborg, dove esordisce il 6 agosto 2011, partendo dal 1' nella vittoria interna per 3-1 sull'Örebro in campionato. Nella breve esperienza vince la Coppa di Svezia.
Nel 2012 ritorna in Norvegia, allo Stabæk, debuttando da titolare il 14 aprile sul campo del Vålerenga in campionato e realizzando anche la rete del definitivo 5-1 al 90'. Termina nel 2016 con 58 presenze e 23 gol, vincendo il campionato nel 2013 e la Coppa di Norvegia nel 2012 e 2013.
Nel 2008 è stata inserita tra le 10 migliori calciatrici del mondo che si contendevano il FIFA World Player of the Year, arrivando decima con 41 punti. Nei due anni precedenti era stata invece tredicesima e quindicesima.

### Nazionale

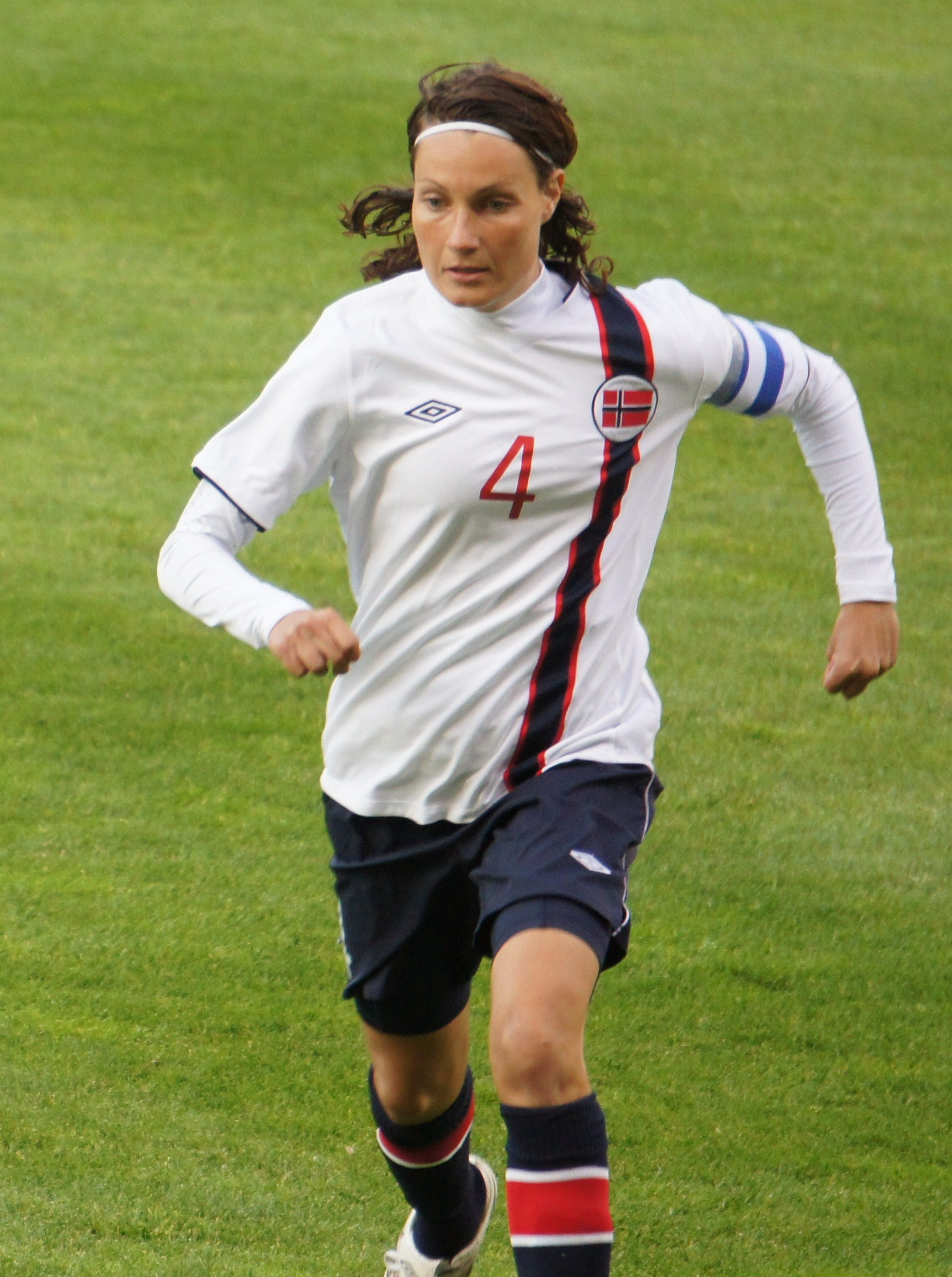
Stensland nel 2013 con la nazionale norvegese

Inizia a giocare con le nazionali giovanili norvegesi a 16 anni, nel giugno 1998, con l'Under-17 con cui disputa 4 gare, tutte nel 1998.
Nello stesso anno debutta in Under-18, dove gioca fino al 2000, terminando con 12 presenze.
Tra 2000 e 2003 gioca invece 20 gare segnando una rete in Under-21.
Il 23 gennaio 2003 debutta in nazionale maggiore, nella sfida in Cina contro gli Stati Uniti, persa per 3-1, nella quale parte titolare, venendo sostituita all' 85' da Elene Moseby Torre.
Nel 2005 il CT norvegese Bjarne Berntsen la inserisce nella lista delle convocate per l'Europeo in Inghilterra. Stensland disputa tutte e 5 le gare delle norvegesi, compresa la finale, persa per 3-1 contro la Germania.
Segna la sua prima rete il 7 marzo 2007, realizzando il momentaneo 1-0 al 15' nel successo per 2-1 sulla Germania in Algarve Cup.
Nello stesso anno partecipa al Mondiale in Cina, giocando anche in questo caso tutte le 6 partite del torneo, che la Norvegia chiude al 4º posto, battuta 3-0 in semifinale dalla Germania, poi campione, e 4-1 nella finale 3º-4º posto dagli Stati Uniti. A fine torneo viene inserita nell'All-Star Team, che comprende le 16 migliori giocatrici della competizione.
Nel 2008 prende parte ai Giochi olimpici di Pechino 2008, fermandosi dopo 4 gare, nelle quali è sempre utilizzata, battuta ai quarti dal Brasile, poi medaglia d'argento.
L'anno successivo partecipa al suo secondo Europeo, quello di Finlandia 2009, dove le norvegesi escono in semifinale, battute 3-1 dalla Germania poi campione e Stensland disputa tutte le 5 gare.
Raggiunge le 100 presenze in nazionale il 15 settembre 2010, nel successo per 2-0 in casa a Bærum contro l'Ucraina, play-off per la qualificazione al Mondiale 2011 in Germania.
Al Mondiale la Norvegia, allenata da Eli Landsem, esce però già nel girone, dove batte solo la Guinea Equatoriale, ma viene sorpresa da Brasile e Australia. Stensland è schierata in tutte e 3 le partite.
Disputa l'ultimo torneo importante con la sua nazionale nel 2013, l'Europeo in Svezia, con il nuovo CT Even Pellerud, competizione nella quale raggiunge la finale come 8 anni prima, ma non riesce a battere la Germania, vincitrice per 1-0, tedesche che erano state sconfitte con lo stesso risultato dalla Norvegia nel girone. Anche in questo caso è utilizzata in tutte e 6 le gare.
Chiude con 144 presenze e 10 reti il 7 giugno 2016, quando gioca titolare e viene sostituita al 64' da Lisa-Marie Karlseng Utland nella vittoria esterna per 2-0 a Newport contro il Galles nelle qualificazioni a Euro 2017 nei Paesi Bassi.

## Palmarès

### Club

#### Competizioni nazionali
- Campionato norvegese: 4

Kolbotn: 2002, 2005, 2006
Stabæk: 2013
- Campionato francese: 3

O. Lione: 2008-2009, 2009-2010, 2010-2011
- Coppa di Svezia: 1

K. Göteborg: 2011
- Coppa di Norvegia: 2

Stabæk: 2012, 2013

#### Competizioni internazionali
- UEFA Women's Champions League: 1

O. Lione: 2010-2011

### Individuale
- Miglior giocatrice della Toppserien: 1

2005
- Inserita nell'All-Star Team del Mondiale femminile: 1

Cina 2007
- Giocatrice norvegese dell'anno: 1

2008